# Lemang
Lemang is een bestuurslaag in het regentschap Kepulauan Meranti van de provincie Riau, Indonesië. Lemang telt 1226 inwoners (volkstelling 2010).